# Vi är bäst!
Vi är bäst! är en svensk-dansk drama- och ungdomsfilm, skriven och regisserad av Lukas Moodysson, som hade svensk biopremiär den 11 oktober 2013. Filmen bygger på Lukas fru Coco Moodyssons seriealbum Aldrig godnatt, som handlar om hennes barndom i Stockholm under 1980-talet. Filmen utspelar sig i Stockholm år 1982 och följer de trettonåriga punkflickorna Bobo, Klara och Hedvig. De försummas och generas av sina föräldrar och är utfrysta av barnen i sin skola och fritidsgård. Tillsammans startar flickorna ett punkband för att bevisa för alla att punken inte är död.
Lukas Moodysson tillkännagav filmprojektet i april 2012 och inspelningen skedde i Trollhättan samt i Stockholm under hösten 2012. Han valde att göra en fri tolkning av Cocos seriealbum. Delar av filmens berättelse och karaktärer är baserade på hans egen barndom under samma tid. Lukas Moodysson ville även återvända till en ton om ljushet och snällhet som var framträdande i hans två tidigare filmer, Fucking Åmål (1998) och Tillsammans (2000). Till skillnad från seriealbumets innehåll ville Lukas Moodysson inkludera religiösa undertoner och göra den energisk och upplyftande. Mira Barkhammar, Mira Grosin och Liv LeMoyne spelar de tre flickorna. Moodysson gav dem frihet att improvisera sina repliker under stora delar av inspelningen.
Vi är bäst! hade världspremiär vid filmfestivalen i Venedig 2013. Filmen blev en enorm kritikersuccé och flera recensenter hyllade dess manus, scenografi och Barkhammars, Grosins och LeMoynes skådespel. Filmen tilldelades utmärkelser som Tokyos storpris vid Tokyo International Film Festival, Lorenspriset vid Göteborg Film Festival och två guldbaggar för bästa scenografi och bästa mask och smink.

## Handling
På Södermalm i Stockholm år 1982 bor Bobo och Klara, två trettonåriga androgyna punkare som har kortklippta frisyrer och är klädda i säckiga kläder. Deras utseende och punkintresse gör att de blir utfrysta av barnen i sin skola. På deras fritidsgård blir de mobbade av ett gäng äldre tonårspojkar, som spelar i ett rockband vid namn Iron Fist. För att reta pojkarna startar Bobo och Klara ett eget rockband vid namn "De snyggaste tjejerna i stan", trots att ingen av dem kan spela något instrument. Bobo känner sig försummad av sin ensamstående mamma. Medan mamman arrangerar fester och middagar med sina vuxenvänner, går Bobo in i sitt rum och lyssnar på punkrockband som Ebba Grön och KSMB för att fly undan verkligheten. Hon umgås varje dag med Klara, som är argsint, politisk och generas av sin familj, och skriver hånfulla låttexter för att utöva sin kreativitet.
På en höstkonsert i skolan uppträder en blyg och ensam kristen flicka vid namn Hedvig med akustisk gitarr. Flickorna tycker att hon är duktig och frågar henne ifall hon vill gå med i deras band. Hedvig lär dem att sjunga och hur man spelar bas och trumma. Hon är en respektfull och tålmodig lärare, trots att Klara med Ebba Gröns låt "Häng Gud" försöker övertyga henne att inte tro på Gud. Bobo och Klara övertalar Hedvig att klippa av sitt långa hår för att bli mer punkaktig. Hedvigs mamma hotar att anmäla detta som misshandel till polisen, men hon låter saken bero under villkoret att Bobo och Klara går till kyrkan varje vecka, vilket Bobo och Klara vägrar. Detta visar sig dock vara ett påhitt då mamman ville visa flickorna hur det känns att tvingas in i något som man själv inte vill göra.
I skolan undviker Hedvig att umgås med Bobo och Klara, som tror att Hedvig gör detta för att hon är arg på dem. I själva verket får de höra av Hedvig att hon är generad för sin mors beteende och att hon antog att Bobo och Klara är arga på henne. De förblir vänner och de fortsätter att öva på sina instrument i fritidsgården. Bobo är trött på att spela trummor och på att Klara alltid ska bestämma. De blir sams igen och Klara föreslår att Hedvig borde skaffa sig en elgitarr. De tre flickorna tigger om pengar från främlingar på ett köpcentrum, men i stället för att köpa en elgitarr spenderar de pengarna på att köpa godsaker.
Flickorna läser en artikel i Kamratposten om punkbandet Sabotage från Solna, som består av tre pojkar i samma ålder som flickorna. De ringer en av pojkarna, Elis, som går med på att möta flickorna i Solna. Det visar sig att bandets tredje medlem hade sparkats och att bandet nu består av Elis och bandmedlemmen Mackan. De tre flickorna, Elis och Mackan går till pojkarnas replokal. Klara och Elis blir ett par och Mackan dras till Hedvig. Bobo blir frustrerad över att bli lämnad utanför. Efteråt ringer hon upp Elis och har en träff med honom. När Bobo senare erkänner detta för Klara hamnar de i slagsmål, men Hedvig går emellan och övertygar dem att bli vänner igen.
På fritidsgården införskaffar ledarna en elgitarr och en av dem försöker lära Hedvig hur man spelar på den. Men Hedvig visar sig vara en mycket bättre musiker än fritidsledaren själv. Fritidsledarna bokar in både Iron Fist och flickornas band till en liten spelning i Västerås. Flickorna blir häcklade av publiken när de spelar sin egenskrivna låt "Hata Sport!". Klara beslutar sig då för att ändra låttexten till "Hata Västerås!", vilket leder till tumult i publiken. På bussen hem till Stockholm skäller fritidsledarna ut flickorna för deras uppträdande. Flickorna skrattar och proklamerar att "det spelar ingen roll vad ni säger, vi är ändå bäst!". Senare ger de sig ut på vilda upptåg i Stockholm, till tonerna av Ebba Gröns låt "Vad ska du bli?".

## Rollista
Följande skådespelare medverkar i filmen:
| - Mira Barkhammar – Bobo - Mira Grosin – Klara - Liv LeMoyne – Hedvig - Jonatan Salomonsson – Elis - Alvin Strollo – Mackan - Johan Liljemark – Fritidsledaren Kenneth - Mattias Wiberg – Fritidsledaren Roger - Anna Rydgren – Bobos mamma - Peter Eriksson – Bobos pappa - Charlie Falk – Linus - Lena Carlsson – Klaras mamma - David Dencik – Klaras pappa - Emrik Ekholm – Klaras lillebror - Ann-Sofie Rase – Hedvigs mamma - Lily Moodysson – Johanna - Felix Sandman – Konferencier - Nick Kankaanpää – Medlem i Iron Fist - Edvin Ottosson – Medlem i Iron Fist - Karl Felix Klaesson – Medlem i Iron Fist | - Victor Norlin Ericsson – Medlem i Iron Fist - Petter Andersson – Kompis till Bobos mamma - Danilo Bejarno – Kompis till Bobos mamma - Henrik Dahl – Kompis till Bobos mamma - Daniel Goldmann – Kompis till Bobos mamma - Sofi Helleday – Kompis till Bobos mamma - Mads Korsgaard – Kompis till Bobos mamma - Lena Nylén – Kompis till Bobos mamma - Bernt Östman – Kompis till Bobos mamma - Vanja Engström – Sandra - Linnea Thörnvall – Anna - Ylva Olaison – Fritidsledare - Kaj Ahlgren – Gympaläraren - Steve Kratz – Tomten - Serina Björnbom – Elis mammas röst - Sebastian Mira – Jon - Lucas Hammarström – Mårten - Livia Rembe Nylander – Mia - Clara Christiansson Drake – Louise |

## Produktion

### Förproduktion
Under några år efter premiären av Mammut (2009) tog regissören Lukas Moodysson en paus från filmskapandet. Moodyssons pappa dog vid tiden då Mammut producerades och under sin sorgeprocess skrev Moodysson två romaner, Döden & Co (2011) och Tolv månader i skugga (2012). Han arbetade en tid som gästprofessor i filmregi på Helsingfors universitet. Under sitt arbete med handledning vid olika elevfilmer längtade Moodysson så småningom tillbaka till filmskapandet. I sitt hem i Småland bestämde sig Moodysson under sensommaren 2011 för att skapa ett nytt filmprojekt, vilket han strax efteråt tillkännagav gentemot sin gamle samarbetspartner, filmproducenten Lars Jönsson från Memfis Film. Han koncipierade om en film om "att stå upp för sig i en främmande värld". Han ville arbeta med en film på svenska igen. Med avstamp från den internationella filmproduktionen för Mammut ville han "komma hem till sitt eget språk och jobba med roliga, bra skådespelare." Han medgav att han "kan prata engelska någorlunda, men det är oerhört mycket som går förlorat när man inte pratar sitt eget språk."
Moodysson beskrev Vi är bäst! som att den "står för en ljus sida. Där finns kanske en balans i att den också visar en övergivenhet, i det här att vara liten, att vara barn. Men vad den visar är ju framför allt att där finns möjligheter och där finns hopp." Inför produktionen av Vi är bäst! ville han åter arbeta med barnskådespelare och helst ta avstånd från den tidigare "tråkiga" filmproduktionen av Mammut, då han var "trött på att göra den sortens inspelningar som det blir med vuxna skådespelare." Han påpekade att vuxna skådespelare har "svårare med att helhjärtat leva sig in i sina roller" till skillnad från barnskådespelare, som han ansåg "har mycket lättare att hitta på saker själva".
Filmprojektet tillkännagavs den 16 april 2012, med planerad inspelning under hösten samma år och biopremiär hösten 2013. Filmen producerades av Memfis Film i samproduktion med Film i Väst, Sveriges Television, Zentropa och Danmarks Radio. Filmen tilldelades 11 miljoner svenska kronor i produktionsstöd av Svenska Filminstitutet, med Lars G. Lindström som filmkonsulent, 1,4 miljoner danska kronor av Danska filminstitutet, med Rasmus Horskjær som filmkonsulent, och 2 miljoner norska kronor av Nordisk Film- & TV Fond. Moodysson var regissör och manusförfattare. I filmteamet ingick Fanni Metelius som regiassistent och scripta, Lars Jönsson som producent, Ulf Brantås som filmfotograf och Michał Leszczyłowski som klippare.

### Manus
Med Vi är bäst! ville Moodysson återvända till en ton som var framträdande i hans två tidigare filmer, Fucking Åmål (1998) och Tillsammans (2000). I båda filmerna ville han dels berätta om mörkret, dels om "någonting ljust och snällt i stället. Som i den nya filmen (Vi är bäst!)." I en intervju med Moodysson reflekterade journalisten Noel Murray från The Dissolve att Vi är bäst! har ett antal likheter med Tillsammans. I båda filmerna skildras barn som tillhör motkulturen och som "fortfarande är barn och inte kan låta bli att ibland bete sig som barn, oavsett vilka ideal de har." Även filmkritikern Stig Björkman uppmärksammade att "ensemblescenerna i de båda filmerna har mycket gemensamt". Moodysson förstod dessa jämförelser och reflekterade att barnkaraktärerna i både Tillsammans och Vi är bäst! delar samma "akademiska föräldrar och samma intellektuella medelklassmiljö". I likhet med Tillsammans ville Moodysson med Vi är bäst! ta ungdomar och i synnerhet flickor på största allvar. Moodyssons son påpekade även att tre av hans filmer skildrar barn i olika decennier: filmen Tillsammans skildrar 1970-talet, Vi är bäst! skildrar 1980-talet och Fucking Åmål skildrar 1990-talet. Vissa journalister har även jämfört Vi är bäst! med filmer som Barnens ö (1980) av Kay Pollak och Tjenare kungen (2005) av Ulf Malmros.
Moodysson började skriva om "hur skört livet är, och hur mänskliga relationer verkligen är komplicerade." En tändande gnista till manusförfattandet var att en kompis till ett av hans barn råkade ut för en otäck händelse. Händelsen gjorde Moodysson förskräckt och gav honom inspiration till att skriva en upplyftande film om överlevare. Han underströk dock att han inte skulle återbesöka den mörkare tematiken som var framträdande i några av hans tidigare filmer, som oftast innehöll barn som antingen var misshandlade eller försummade. I stället ville han göra en glad och rolig film som "visar att det alltid finns flera vägar att fortsätta – även fast att du känner dig ful eller att du är bortglömd av dina föräldrar." Enligt honom själv innehåller filmen en tyst kritik till vänsterliberala föräldrar som levde under 1980-talet. Han betraktade dessa föräldrar som självupptagna, med en tendens av att försumma sina barn och att hellre vilja visa omtanke till personer utanför den närmaste familjen. En trolig förklaring enligt honom var att föräldrarna inte ville ta ansvaret för att vara auktoriteter i förhållande till sina barn. Flera barn i hans generation tog hand om sig själva och fick stöd under uppväxten av andra barn. I en artikel skriven för Scandinavica av författarna Scott MacKenzie och Anna Westerståhl Stenport beskrev de barnens agerande i filmen som en rebellisk och normbrytande uppgörelse med både folkhemmet och andra vågens feminism.
| ” | I Vi är bäst! gör Bobo, Klara och Hedvig delvis uppror mot vad som kan tolkas vara missriktade effekter av andra vågens feminism från 1970-talet (med frånvarande pappor och bedragna och ensamma mammor). De tar ställning mot sina familjestrukturer och inhemska sammanhang, men på grund av att staten och familjen inom folkhemmet står varandra mycket nära, så gör de faktiskt även uppror mot välfärdssamhällets själva förutsättningar. Vid första anblick är detta troligtvis inte en självklarhet. | „ |

För Vi är bäst! skulle barnen enligt Moodysson porträtteras som att de inte skulle följa någon specifik ideologi eller agenda. Han förklarar att "alla ismer är ju något som man har tänkt igenom, och jag tror kanske att de är några som går mer på någon slags spontan känsla snarare än en genomtänkt ideologi". Barnen skulle ha "flera starka åsikter" och "många saker som de rent instinktivt är emot." Exempelvis har karaktärerna Bobo och Klara ett stort intresse för kärnkraftsfrågan, Klara anser att "förrädare lyssnar på Joy Division" och de använder namnet "moderat" som deras värsta skällsord.

#### Aldrig godnatt
"Boken heter Aldrig godnatt, så det fanns ett tema om att inte riktigt vilja säga god natt,

att inte vilja sova, och att inte riktigt vilja dö. Så det var en poetisk grej, och boken slutar

(...) inuti en dröm. Så jag gjorde den till en något slags kondenserad, men mer hoppig version av den."
 
—Lukas Moodysson, regissör.
Till skillnad från Moodyssons tidigare filmer, vars material han själv författat, bygger manuset till Vi är bäst! på Moodyssons fru Coco Moodyssons självbiografiska seriealbum Aldrig godnatt (2008). Serien skildrar Cocos liv som trettonåring på otrygga Södermalm under 1980-talet, om hur hon skapade ett punkband tillsammans med sina tjejkompisar Klara och Matilda, om punkens död och new wave-musikens uppståndelse. Både Coco och hennes tjejkompisar ville se lika tuffa ut som pojkarna var vid den tiden, och de ville ta avstånd från äldre tjejpunkband som sjöng om "äckliga" samlag. I serien drog Coco en parallell om livet för barnen mellan 1980-talet och 2000-talet, där barnen under 1980-talet levde ett "friare" liv. I en intervju med Dagens Nyheter kommenterade Moodysson denna parallell:
| ” | Det är en av sakerna jag vill säga med filmen, att det finns människor som tycker att det är en succé att publiken buar åt dem. I dag lever vi i en tid då människor i stor utsträckning försöker komma in i samhället och vill bli omtyckta. Det skulle vara skönt om en och annan tyckte att det var skönt att slippa. Alla sociala medier är uppbyggda kring att man ska lajka saker och ting och så sitter man där och känner sig ensam när man inte blir lajkad. Det är bara en annan tidsanda hos de här barnen, de är inte ute efter att behaga någon. De klär sig för att se tuffa ut, inte för att killarna ska gilla dem. De vill hellre se ut som små gubbar än som gulliga tjejer. I verkligheten ville Coco se ut som Fjodor i Ebba Grön, det fanns ingen kvinnlig förebild. Det tror jag är en viktig grej, att det spelar ingen roll om folk skrattar eller tycker att man är dålig. Det kan jag sakna i dag bland unga människor. Det finns förstås undantag, men jag upplever att vi lever i en kultur där vi bombarderas av att vi ska längta efter att bli omtyckta. | „ |

Moodysson läste Cocos seriealbum under sitt avbrott från filmskapandet och efteråt bad han om hennes tillstånd att adaptera den till film. Coco sade ja och hon erinrade att hon var "verkligen glad för hans skull, för jag hade en bra tid när jag arbetade med boken, och jag visste att karaktärerna och världen de befann sig i skulle ge honom massvis av energi". Moodysson ville göra en film med mycket energi, vilket han beskrev var något som Aldrig godnatt saknade, främst på grund av att Coco hade svårt med att beskriva olika ljud i sin serie. Moodysson betraktade sin film som en fri tolkning av Aldrig godnatt, utifrån ett tonalt och atmosfäriskt perspektiv. Coco var inte själv delaktig i filmens produktion, och hade inga invändningar mot att filmen döptes till Vi är bäst!. Hon kom däremot på enstaka besök under produktionen och agerade som en "detaljexpert", då Moodysson rådslog med henne angående scenografi och klädval. Moodysson betonade vikten av att deras båda kreativa verk skulle separeras och att "ifall hon hade suttit vid min sida hela tiden, då skulle jag aldrig ha kunnat regissera någonting."

#### Lukas Moodyssons barndom

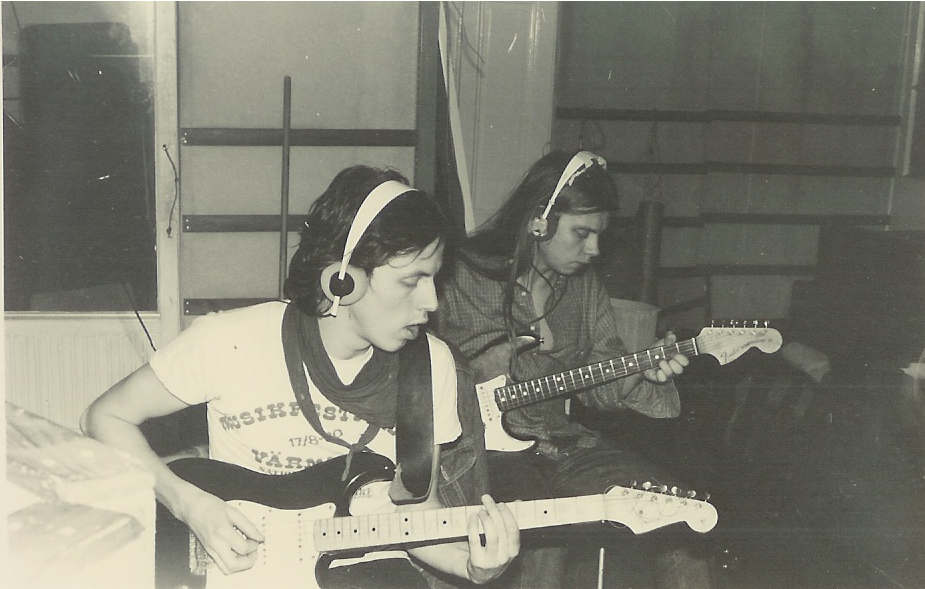
Punkrockbandet KSMB var ett av Moodyssons favoritband som barn. Bandmedlemmarna Peter "Ampull" Sjölander och Lars "Guld-Lars" Jonson under en studioinspelning år 1981.

I adaptionen gjorde Moodysson vissa ändringar av karaktären Coco, som i filmen i stället fick heta Bobo. Dels ville Moodysson låta Bobos skådespelare få fria tyglar att skapa sin egen karaktär, dels ville inte Moodysson känna press på sig att noggrant skildra sin frus barndom. Förutom att Bobo delade Cocos barndom i att hon levde ett ensligt liv i Stockholm med två frånvarande föräldrar, medgav Moodysson att Bobo även till stora delar baserades på hans egen barndom. Främst om "att vara 13 år och anti-allting" och att ha en "frånvarande pappa". I filmen är karaktären Bobo blyg och spelar trummor, vilket Moodysson också gjorde när han var liten. Till skillnad från Bobo var Coco under sin ungdom mer utåtriktad och spelade gitarr. Samtidigt ansåg Moodysson att han inte behövde ändra för mycket i Cocos karaktär, och hänvisade att både han och Coco delade samma uppväxtsituation som barn. Exempelvis att de båda var punkare och försummades av sina pappor.
Författaren Maria Pramaggiore beskrev karaktären Bobo som delvis utanför den traditionella könsrollen, vars punkintresse ger henne möjlighet till identitetsskapande utanför den givna normen:
| ” | Tonåringen Bobo känner sig som en främling eftersom hennes pojkaktiga utseende inte överensstämmer med den traditionella kvinnliga könsrollen. Aggressiv punkmusik blir ett utlopp som hjälper Bobo att kanalisera sin negativa energi. I stället för att Bobo vräker sig i självförakt för att hon inte kan passa in, anammar hon en punkkänslighet som förespråkar icke-konformitet. | „ |

Moodysson reflekterade att samtidigt som han bäst kunde relatera till Bobos situation, var han i perioder mest lik Bobos kompis Klara, som i filmen porträtteras som arg, utåtriktad och extrovert. Han förklarade att han vid den tiden var mer intresserad av tjejer än vad han var av killar, och att "det är inte bara en fråga om attraktion, utan det en fråga om identitet... Jag har alltid känt att den traditionella maskuliniteten alltid har varit svår för mig, därför att jag inte kände att jag kunde passa in där." Som en självreflektion ser Moodysson sig själv i vuxen ålder som en "gammal [...] aristokratisk dam [...]".
Under sin uppväxt i Åkarp i Skåne brukade Moodysson vid tolv års ålder år 1981 lyssna på punkrockband som Ebba Grön och KSMB. KSMB:s låt "Sex Noll Två" var Moodyssons personliga favoritlåt. Han erinrade att han med en kompis besökte olika punkkoncerter, men att de alltid stod längst bak i publiken. Han var rädd för att umgås med de äldre och "mer tuffa" pojkarna bland publiken, och ville även undvika all form av våld, alkohol och droger. Vid 14 års ålder slutade han att lyssna på punk och övergick till "mer melankolisk, postpunk" som The Cure och Einstürzende Neubauten. Moodysson betraktade senare punkmusiken år 1982 som utdöende, liksom att punkkulturen var väldigt mansdominerat och att den var en spegling av etablissemanget. Som en ytterligare självreflektion betraktar han Vi är bäst! som "en dialog mellan den gamle killen och den dumma punkattityden [...] Jag menar dum i positiv bemärkelse. [Att vara] dum kan ibland vara väldigt befriande. Det finns många bra saker i dumhet."
För Vi är bäst! ville Moodysson förmedla en känsla av osäkerhet, både i karaktärernas klädstil och frisyr och i vilka umgängeskretsar de hängde i.
| ” | Jag kände mig bara riktigt rädd (för de äldre punkfansen). Jag kände bara: "Åh, nu vill jag åka hem." Filmen är ungefär som den där känslan, att många gånger när man skildrar saker i efterhand, ser allting mer ut, jag vet inte, som i en reklamfilm. Som en tecknad serie eller något, för det som verkligen händer är ju inte perfekt. I efterhand har punken alltid målats upp som något fantastiskt. Min huvudsakliga känsla är hur du ser på allting. Jag var aldrig nöjd med kläderna jag hade på mig, med min frisyr. Det var något jag verkligen ville ha med i filmen. | „ |

Vidare förklarade Moodysson att musik alltid haft en viktig roll i hans liv, även fast han själv inte kan sjunga eller spela något instrument: "det betyder mycket för mig att kunna komma ihåg låtarna, att fortfarande lyssna på låtarna som jag växte upp med och att inte glömma bort den delen av mig, men samtidigt kunna förändras och lyssna på nya saker och så vidare." Han namngav Robert Smith och Joakim Thåström som de musiker som påverkat honom mest.

### Rollfördelning
Under en presskonferens sade Moodysson att han "letade efter människor som kunde kliva in i rummet och bli till sin roll. Det är viktigt att låta skådespelarna hitta sina roller, och göra dem till sina egna." Under denna process diskuterade Moodysson med Coco kring valet av skådespelare. Filmteamet letade brett efter skådespelare runtom i Stockholmsområdet, där det viktigaste kravet var att de skulle tala stockholmska. För rollen som karaktären Hedvig ville Moodysson ha en skådespelare som kunde spela gitarr. Moodysson var intresserad av att hitta både yngre och äldre skådespelare som kunde experimentera och att de inte nödvändigtvis skulle följa manuset i sin rollprestation.
Efter en flera månader lång rollsättningsprocess utvaldes till slut Mira Barkhammar (vid tiden 13 år), Mira Grosin (11 år) och Liv LeMoyne (14 år) till att spela rollerna som Bobo, Klara respektive Hedvig. LeMoyne hade en bakgrund som musiker, men ingen tidigare erfarenhet av skådespeleri. Barkhammar hade uppträtt som teaterskådespelare medan Grosin hade medverkat både i TV samt haft en biroll i Fijona Jonuzis kortfilm Astrid (2012). Barkhammar och Grosin har känt varandra sedan dagis, och vid castingen visste ingen av dem vem Moodysson var. Grosin hade vunnit filmen Fucking Åmål på DVD ett halvår innan hon tilldelades rollen som Klara. Klara och Bobo skulle enligt Moodysson se "tuffa ut", likt hur Coco var klädd under sin barndom. Samtidigt skulle de inte se ut som några "perfekta punkare", då Moodysson ville att karaktärerna skulle känna sig osäkra i sitt utseende. Han reflekterade att "få punkare på den tiden faktiskt såg så pass extrema ut som vi föreställer oss idag." Klaras utseende i filmen beskrevs av filmkritikern A.O. Scott från The New York Times som en "kerubisk Sid Vicious med en hemmagjord tuppkam", medan Bobo beskrevs som en "brådmogen tysk elev".
Med karaktären Hedvig ville Moodysson inkludera religiösa undertoner i Vi är bäst!, något som inte finns med i Aldrig godnatt, samt att denna karaktär skulle komma "från ett utifrånperspektiv som kan komma in och lösa saker". Han hänvisade till Ebba Gröns "Häng Gud", som han under sin barndom beskrev som en konstig låt. Då Moodysson kom från en icke-religiös familj ifrågasatte han låtens innehåll: "hur kan de sjunga om att hänga Gud, för då måste man ju tro på att Gud finns, annars kan man inte hänga Gud!" Då LeMoyne själv inte var religiös hade hon svårast att gestalta sin karaktär. Moodysson hjälpte henne genom att berätta för henne om "hur det finns saker i världen som du inte kan se, som exempelvis känslor."
Anna Rydgren och Peter Eriksson rollsattes som Bobos mamma respektive pappa, medan Lena Carlsson och David Dencik fick rollerna som Klaras föräldrar och Ann-Sofie Rase som Hedvigs mamma. Moodysson gav även sin unga dotter Lily rollen som Hedvigs lillasyster Johanna, och Felix Sandman tilldelades rollen som konferencier. För de vuxna karaktärerna i Vi är bäst! gestaltade Moodysson dessa som hur han själv upplevde vuxna under sin ungdom, som "opålitliga [...] välmenande [...] förvirrade, ansvarslösa och barnsligare än barnen." Vid tidpunkten för rollsättningen av de vuxna karaktärerna hade filmteamet redan rollsatt alla barnkaraktärerna, och de beslutade sig för att ta med barnen till provfilmningarna med de vuxna skådespelarna. Enligt Moodysson gav detta barnen en chans att hamna i "en sorts maktposition [...] Mira Barkhammar, till exempel, fick provfilma mot en rad presumtiva mammor."

### Inspelning
Vi är bäst! spelades in i Trollhättan och i Stockholm, med inspelningsstart den 15 oktober 2012. Interiörscenerna spelades in i soundstage-studion Fares hos Film i Västs huvudkontor i Trollhättan. I studion byggde produktionsteamet två lägenheter ovanpå ett platåbygge som var två meter över golvet, i syfte att ge illusionen av att lägenheterna befann sig tre till fyra våningar över markplan. Utomhusscenerna i Stockholm spelades in främst i Solna och på Södermalm. Under inspelningen i Solna användes en gångtunnel under Wiboms väg i Huvudsta, som år 1982 hade en muralmålning skapad av konstnärerna Inese Vilkancis-Dillén och Bo Vikbladh tillsammans med elever från närliggande Tallbackaskolan. På Moodyssons önskemål restaurerades halva målningen inför filmen tillsammans med originalkonstnären Vikbladh, konstnären Ulla West och i dialog med filmteamet. Moodysson och filmfotografen Brantås enade sig om att spela in filmen med 35 mm film och fokuserade under inspelningen mer på när- och halvbilder för att komma nära skådespelarna, samtidigt som kameran placerades på ett visst avstånd för att kunna skapa en inlevande känsla. Vid panoreringar använde de sig av en handhållen kamera. Moodysson försökte pressa sig själv till att även inkludera vidvinkelbilder.
Barkhammar, Grosin och LeMoyne improviserade sina roller under stora delar av inspelningen, då Moodysson ville ge dem mer frihet i sina rollgestaltningar. Vidare ville Moodysson att de skulle spela sina roller på ett enkelt sätt och nära dem själva. De instruerades av Moodysson att undvika slangord som inte förekommit frekvent under 1980-talet, som exempelvis "typ" och "liksom". De skulle också undvika att prata om själva decenniet, då det skulle betraktas som "tråkigt och museiaktigt." Samtidigt var skådespelarna inte tvungna att prata i en långsammare takt. Enligt Moodysson var det mycket vanligt hos barnen som levde under 1970- och 1980-talen att vara mindre stressfyllda, mer tillbakalutade och att de talade mycket långsammare. Moodysson medgav att han under inspelningens gång inte ville titta på de färdiginspelade sekvenserna, då han ville arbeta nära skådespelarna och på så sätt kunna "se på vad som var bra eller dåligt." Grosin erinrade om att inspelningen "kändes mer som en lek än att vi verkligen gjorde en film." Barkhammar betraktade att inspelningen följde mantrat "det tar vi när det kommer" och att hon på så sätt inte behövde känna sig nervös under sin improvisation. Både Moodysson och Brantås improviserade även under själva kameraarbetet och undvek att analysera varandras arbeten.
Moodysson medgav att skådespelarna till "nästan 99 %" fick tillåtelse att omformulera sina dialoger under hela inspelningen. Det fanns dock enstaka scener som Moodysson ville skulle uttryckas helt enligt dialogen i manuskriptet. I en scen där två tjejer ville provocera Klara och Bobo om att "punken är död", ville Moodysson följa Cocos bildberättelse "nästan till punkt och pricka... det här kan jag nog säga är hennes scen helt och hållet. Jag kanske inte följer hennes framing och bildbeskärningar, men scenen är mycket trogen hennes gestaltning."
Under produktionen tog man bort vissa scener ur Moodyssons manus som var skildrade i Aldrig godnatt. Dessa inkluderade att Bobo, Klara och Hedvig skulle prata om "antisex" och att de skulle göra ett misslyckat försök att slå sönder fönsterrutorna till en sexbutik.

## Musik

Vi är bäst! innehåller fyra låtar av punkbandet Ebba Grön, som Moodysson lyssnade mycket på under sin barndom.

Filmens musik inbegriper bland annat rock- och punkrocklåtar från det tidiga 1980-talet. Filmens soundtrack släpptes den 6 november 2013 på en dubbel-LP med utvikbart omslag, tillsammans med bilder från filmens inspelning. Moodysson ville ha låtar som skulle skildra filmens scener, främst sådana som han lyssnade på när han var liten.
Liv LeMoyne kunde spela klassisk gitarr och har tidigare uppträtt som artist. Då hon aldrig spelat elgitarr innan produktionen tog filmteamet kontakt med elgitarristen Janne Schaffer. Schaffer lärde LeMoyne spela elgitarr och tillsammans köpte de en Tokai-elgitarr från en musikaffär i Stockholm, som användes specifikt till filminspelningen. Filmteamet tog även hjälp av singer-songwriter Marit Bergman, som agerade musiklärare till LeMoyne, Barkhammar och Grosin. Med hjälp av Moodysson och Bergman skrev flickorna en punklåt om Bobos och Klaras gympalärare i skolan med titeln "Hata sport", som de själva framförde under inspelningen. Låtens innehåll har tolkats som att den har inslag av "antikonformism" och "institutionskritik".
Punkbandet Sabotage, som i filmen består av karaktärerna Elis och Mackan, spelade av Jonatan Salomonsson respektive Alvin Strollo, är baserat på Solnapunkgruppen Rebellsvinen bestående av Johan Liljemark och Mattias Wiberg. Både Liljemark och Wiberg lärde känna Coco och hennes tjejkompisar efter att de bestämt en träff med pojkarna, sedan Coco blev uppmärksam på deras band i en intervju i Kamratposten från 1982. Denna träff skildras i såväl Aldrig godnatt som i filmen. Då Liljemark fick veta att Cocos serieroman skulle adapteras till film tog han kontakt med Coco och frågade ifall han och Wiberg skulle få vara med i filmen. Efter tre månader blev de inkallade på audition, varpå de tilldelades rollerna som fritidsledarna Kenneth respektive Roger. Liljemark och Wiberg lärde ut deras egenskrivna låt "Brezjnev Reagan-Fuck off" till både Salomonsson och Strollo, som dessa senare framförde i inspelningen. Liljemark och Wiberg framförde i filmen en egen cover av tjejkaraktärernas låt "Hata sport", som de döpte om till "Den jävla sporten".
Iron Fist är ett påhittat rockband i filmen, namngivet efter Motörheads album med samma namn från 1982, och som utgörs av medlemmar av ett riktigt heavy metal-band. Moodysson instruerade medlemmarna att skriva och framföra en låt som var baserad på Iron Maidens musik från tidigt 1980-tal.
Följande licenserade låtar finns med i filmen.
| 1.  | Sex Noll Två               | Johan Johansson                                              | KSMB                     |  |
| 2.  | Jag vill dö                | Johan Johansson                                              | KSMB                     |  |
| 3.  | Schweden Schweden          | Ebba Grön                                                    | Ebba Grön                |  |
| 4.  | Häng Gud                   | Ebba Grön                                                    | Ebba Grön                |  |
| 5.  | Vad ska du bli?            | Ebba Grön                                                    | Ebba Grön                |  |
| 6.  | Kär och galen              | Ulf Lundell                                                  | Ulf Lundell              |  |
| 7.  | Love at last               | Jonas Kullhammar                                             | Jonas Kullhammar Quartet |  |
| 8.  | Don't you want me          | Philip Oakey, Jo Callis, Philip Adrian Wright                | The Human League         |  |
| 9.  | Sällskapa mig genom natten | Erik Fritjofsson, Petter Brundell, Micke Kjell               | Ståålfågel               |  |
| 10. | Stupet                     | Erik Fritjofsson, Petter Brundell, Micke Kjell               | Ståålfågel               |  |
| 11. | Villiers Terrace           | Will Sergeant, Ian McCulloch, Les Pattinson, Pete de Freitas | Echo & the Bunnymen      |  |
| 12. | Leva i smyg                | Akut Skjut                                                   | Akut Skjut               |  |

Följande låtar framförs av filmens skådespelare.
| 1. | Sex Noll Två                         | Johan Johansson | Liv LeMoyne                                     |  |
| 2. | Sonate d-moll prelude xodo de baiana | Silvius Leopold Weiss | Liv LeMoyne                                     |  |
| 3. | Mental istid                         | Ebba Grön | Mira Grosin                                     |  |
| 4. | Iron fist                            | Nick Kankaanpää, Edvin Ottosson, Karl Felix Klaesson, Victor Norlin Ericsson                                               | Iron fist                                       |  |
| 5. | Brezjnev Reagan-Fuck off             | Mattias Wiberg | Jonatan Salomonsson, Alvin Strollo, Vincent Gry |  |
| 6. | Hata sport                           | Mira Barkhammar, Mira Grosin, Liv LeMoyne, Julia Forssell, Niels Berglund                                                  | Mira Barkhammar, Mira Grosin, Liv LeMoyne       |  |
| 7. | Den jävla sporten                    | Johan Liljemark, Mattias Wiberg, Mira Barkhammar, Mira Grosin, Liv LeMoyne, Julia Forssell, Marit Bergman, Lukas Moodysson | Johan Liljemark, Mattias Wiberg                 |  |

## Distribution
Vi är bäst! hade världspremiär på filmfestivalen i Venedig den 31 augusti 2013, där den fick en fem minuters stående ovation av publiken. Den 23 juli samma år utvaldes filmen till programmet Special Presentations för "högprofilerade premiärer och ledande internationella filmskapare" i Toronto International Film Festival, där filmen visades den 9 september 2013.
Filmen distribuerades i Sverige av AB Svensk Filmindustri, som satte svensk biopremiär den 11 oktober 2013 på 153 biografer samtidigt. Strax därefter förvärvade Metrodome Distribution distributionsrättigheterna till filmen i Storbritannien och satte premiärdatum den 18 april 2014 på 40 biografer samtidigt. Magnolia Pictures förvärvade distributionsrättigheterna i USA och Kanada och satte premiärdatum till den 30 maj 2014. Vid premiären visades filmen i enbart tre biografer, tills antalet ökades till som mest 23 biografer den 20 juni samma år, innan antalet successivt minskade. Med tiden förvärvades filmens distributionsrättigheter i Australien av NewVision Films, i Italien av BIM Distribuzione, i Taiwan av Maison Motion, i Benelux av Wild Bunch, i Schweiz av Frenetic Films, i forna Jugoslavien av Continental Film, i Litauen av Scanorama, i Frankrike av MK2 Diffusion, i Ryssland av Caravella, i Grekland av One from the Heart, i Mexiko av Cannibal Networks, i Ungern av Vertigo Média Kft., i Estland av Estin Film och i Hongkong av Edko Films. I Sverige hade filmen senare visning på BUFF Filmfestival den 13 mars 2014 och på Cinemateket den 27 oktober 2019, samt sändes på SVT1 den 10 oktober 2015 och 1 oktober 2019.

## Mottagande

### Kommersiell respons
Enligt statistikrapporter från Svenska Filminstitutet hade Vi är bäst! under 2013 lockat 81 228 biobesökare i Sverige och intjänat 7 768 711 svenska kronor. Enbart under oktober 2013 lockade filmen 70 052 svenska biobesökare och intjänat 6 687 798 kronor. Sedan den svenska biopremiären hade filmen enligt siffror från Box Office Mojo dragit in 1 604 273 amerikanska dollar. Filmen drog in totalt 1 132 488 dollar i Sverige, varav 266 247 dollar av denna summa omsattes under öppningshelgen. Under öppningshelgen hamnade Vi är bäst! på en tredje plats bland helgens mest sedda filmer i Sverige, efter filmerna Flygplan (2013) och Monica Z (2013). Totalt 471 785 dollar drogs in utanför Sverige. Av dessa var 180 590 dollar från USA och Kanada, 179 730 dollar från Storbritannien, 42 870 dollar från Finland, 40 883 dollar från Mexiko, 20 465 dollar från Italien och 7 247 dollar från Belgien.

### Kritisk respons
Recensionerna för filmen var övervägande positiva. På webbsidan Rotten Tomatoes har filmen betyget 96 procent baserat på 138 recensioner (på deras så kallade "Tomatometer") med ett genomsnittligt betyg på 7,8 av 10. Webbplatsens kritiska konsensus lyder följande: "Vi är Bäst! är söt, empatisk och inspelad med en påtaglig glädje, och erbjuder en fin hyllning till tonårslivets bitterljuva tumult." På Metacritic har filmen ett genomsnittsbetyg på 87 av 100, baserat på 29 recensioner. På Kritiker.se har filmen fått genomsnittsbetyget 3.8 av 5, baserat på 28 recensioner.

#### I Sverige
I Sverige fick Vi är bäst! mestadels positiva recensioner. Filmjournalisten Ronny Svensson skrev i Expressen att Moodysson med Vi är bäst! "gått tillbaka till det vinnande konceptet att rollbesätta unga tjejer med vassa tungor, och sina hjärtan på rätta stället" och han kallade den för "Lukas bästa film på många år och man kan bara hoppas att han fortsätter på den inslagna vägen." I Martin Erlandssons recension i Hallands Nyheter påpekade han filmens "livsbejakande humo[r] mitt i allvaret" och kallade den för "en perfekt hybrid av [Moodyssons] två första, med rätta, hyllade långfilmer". Karoline Eriksson från Svenska Dagbladet gav filmen betyget 6 av 6 och skrev att Vi är bäst! "är en genial återkomst till det enkla och direkta, och till glädjen. Lukas Moodysson är en av få som törs och kan göra film som trots allvaret verkligen sprudlar." Bodil Juggas från Arbetarbladet gav filmen betyget 5 av 5 och betraktade den som "en manifestation av rätten att få vara sig själv". Annika Gustafsson från Sydsvenskan gav filmen betyget 4 av 5 och skrev att "Lukas Moodyssons personregi ger lysande resultat, särskilt när han arbetar med unga oprövade talanger." Victor Schultz från Nöjesguiden gav filmen betyget 5 av 6 och kallade den för "Moodyssons gulligaste film [...] Ur den mest livsbejakande och direkta aspekten." Björn Jansson från Kulturnytt i P4 gav filmen betyget 4 av 5 och skrev att han "gillar att Moodysson ställer upp bakom tjejerna till 100 procent och här finns också mycket vardaglig humor." Andreas Samuelson från Moviezine gav filmen betyget 4 av 5 och betraktade den som en "varm, roande och gripande film" och att Barkhammar, Grosin och LeMoyne "känns helt naturliga och genuina i rollerna".
Aftonbladet, Expressen, Folkbladet Västerbotten, Kulturnyheterna och Upsala Nya Tidning gav alla filmen betyget 3 av 5. Jan-Olov Andersson från Aftonbladet berömde Barkhammars, Grosins och LeMoynes skådespel, och att filmen innehöll en "härlig detaljrikedom" och liknelser till filmen Fucking Åmål. Han ansåg dock att filmen som helhet inte är "så omvälvande och engagerande" som Fucking Åmål. Susanne Sigroth-Lambe från Upsala Nya Tidning delade Anderssons kritik och beskrev filmen som "mer splittrad och lite pladdrig" och dess berättande som "lite kantigt och vrångt, men i linje med den punkiga uppkäftigheten". Malin Roos från Expressen hyllade Moodysson för att han gav "röst, bild och existensberättigande åt ungdomar", men att filmens ton och äkthet "inte en enda gång brän[de] till ordentligt" som i hans tidigare ungdomsfilmer. Fredrik Sahlin från Kulturnyheterna betraktade filmen som mer inriktad på en yngre publik och som "ett pilotavsnitt inför en kommande tv-serie." Miranda Sigander från Folkbladet Västerbotten ansåg att filmen är inriktad på "13-åringar", men samtidigt att det var "enormt befriande" att den lät Barkhammars, Grosins och LeMoynes karaktärer få "vara komplexa individer, gulliga mot varandra men inte utan konflikter."

#### Utanför Sverige
Vi är bäst! fick ett starkt mottagande bland internationella filmkritiker. I Metacritic har 27 filmkritiker utvalt Vi är bäst! som en av deras tio val av bästa filmer som haft biopremiär år 2014.
Vid filmpremiären i Venedig fick filmen två positiva recensioner från de amerikanska tidningarna Variety och The Hollywood Reporter. Guy Lodge från Variety betraktade filmen som en "alltigenom förtjusande skildring av tidigt tonårsliv" och berömde filmens kameraarbete, scenografi och skådespel, i synnerhet LeMoynes musikaliska prestation. David Rooney från The Hollywood Reporter yttrade liknande beröm för filmen och skrev att "den otvungna charmen hos denna rörliga, smittsamt kaotiska film beror delvis på dess avspända ton, för att inte tala om Moodyssons empati och tillgivenhet i sin respekt för sina karaktärer." Inför sin biopremiär i Storbritannien tilldelades filmen betyget 4 av 5 av tidningarna 
Time Out London och Empire, där båda recensenterna hyllade tjejkaraktärernas vänskapliga samspel. Tom Huddleston från Time Out London skrev att filmen är "ett glädjefyllt firande av ungdomen, vänskapen och uppror, och ifall det skulle tjatas för mycket om ånger och bitterhet så lyckas den aldrig undergräva sin otroligt medkännande ton." Sara Ehnholm-Hielm från finlandssvenska Hufvudstadsbladet kallade Vi är bäst! för "en riktigt välgjord nordisk ungdomsfilm", men samtidigt att den "är lite för enkel för att nå upp till Moodyssons bästa filmer".
Filmen fick starka recensioner av flera nordamerikanska tidningar vid dess biopremiär i USA och Kanada. A.O. Scott från The New York Times rankade Vi är bäst! på sjunde plats i sin topp-tio-lista över bästa filmer från 2014, och han skrev i sin recension att "det råder knappast någon brist på filmer om rock'n'roll, men det finns få som är så perfekta — det vill säga så trasiga, så fåniga, så rörande eller så äkta — som Vi är bäst!". Joe Morgenstern från The Wall Street Journal skrev att filmen "fångar ungdomens skruvlösa glädje med fulländad lätthet och elegans" och att dess njutning kommer "vinna hjärtan – till och med vuxnas sinnen – under en lång tid framöver". Sheri Linden från Los Angeles Times betraktade filmens berättelse som "praktiskt taget revolutionerande i sin glädje" och att filmens ungdomliga energi var ett avsteg från andra ungdomsfilmer, som enligt Linden oftast genomsyras av "melankoli och själviakttagelse".
Stephanie Zacharek från The Village Voice skrev att filmen "på ett perfekt sätt fångar tonårens planlöshet, dess väntan på att bli någon som så ofta är sammanflätat med viljan att göra någonting, att på något litet sätt kunna sätta sin prägel på världen." Dana Stevens från Slate beskrev Vi är bäst! som "den sällsynta filmen om barndomsvänskap som tycks utspela sig inne i barnens värld, som inte är filtrerad genom en vuxen nostalgislöja." Pasha Malla från kanadensiska The Globe and Mail ansåg att Barkhammars, Grosins och LeMoynes visade upp ett "engagerande" och "märkvärdigt naturalistiskt" skådespel och att deras mildhet gentemot varandra "känns varken oseriöst eller sirapssött". Sheila Benson från organisationen National Society of Film Critics kallade Vi är Bäst! för en "busig och insiktsfull" film och att Lukas Moodysson på ett "kunnigt" sätt lyckas fånga "ungdomsvänskapens hela natur — [att filmen porträtterar känslor av] trofasthet, svartsjuka, längtan, ensamhet, sårade känslor, avundsjuka och ståndaktighet".
Noel Murray från The Dissolve gav filmen betyget 7 av 10. Murray hyllade filmens skildring av 1980-talet och tjejkaraktärernas kamratskap, men han ansåg att filmen inte var lika "tillfredsställande" som i Tillsammans och Lilja 4-ever (2002) och betraktade den som "en serie kusligt livfulla återskapelser av det förflutna snarare än en välgjord berättelse." En mindre entusiastisk recension skrevs av Godfrey Cheshire från RogerEbert.com, som gav filmen betyget 2 av 4. Cheshire kritiserade filmens tonvikt på ålder snarare än på könsroller och skrev att filmens "vinnande och självbelåtna komedi kommer självfallet tilltala tittare som uppskattar barnsliga upptåg, snarare än det kulturella ögonblick som den skildrar."

### Utmärkelser
Vid Tokyo International Film Festival tilldelades Vi är bäst! utmärkelsen Tokyo Sakura Grand Prix, vilket Moodysson betraktade som "helt överväldigande". Till priset inkluderades en prissumma på 50 000 dollar. Mira Barkhammar, Mira Grosin och Liv LeMoyne delade priser för bästa kvinnliga skådespelare vid filmfestivalerna i Dublin, Sarasota och Philadelphia.
Vid Guldbaggegalan 2014 tilldelades Vi är bäst! pris för bästa scenografi till Paola Holmér och Linda Janson och bästa mask och smink till Lisa Mustafa. Den nominerades även i kategorin bästa kostym, som i stället tilldelades till Monica Z. Lukas Moodysson tilldelades hederspriset Gullspira för särskilda insatser inom barnfilmen.
| År   | Utmärkelse                            | Kategori                             | Översättning                          | Mottagare                                 | Resultat  | Ref.    |
| ---- | ------------------------------------- | ------------------------------------ | ------------------------------------- | ----------------------------------------- | --------- | ------- |
| 2013 | Tokyo International Film Festival     | Tokyo Sakura Grand Prix              | Tokyos storpris                       | Lukas Moodysson                           | Vann      | [ 111 ] |
| 2013 | Reykjavík International Film Festival | RIFF Audience Award                  | RIFF:s publikpris                     | Lukas Moodysson                           | Vann      | [ 112 ] |
| 2013 | Nordiska filmdagarna Lübeck           | Baltic Jury Prize for Best Film      | Baltiska juryns pris för bästa film   | Lukas Moodysson                           | Vann      | [ 113 ] |
| 2013 | Philadelphia Film Festival            | Honorable Mention - Best Ensemble    | Hedersomnämnande - Bästa ensemble     | Mira Barkhammar, Mira Grosin, Liv LeMoyne | Vann      | [ 109 ] |
| 2013 | Les Arcs Film Fest                    | Press prize                          | Journalistpriset                      | Lukas Moodysson                           | Vann      | [ 114 ] |
| 2014 | Dublin International Film Festival    | Best Actress                         | Bästa kvinnliga skådespelare          | Mira Barkhammar, Mira Grosin, Liv LeMoyne | Vann      | [ 107 ] |
| 2014 | Sarasota Film Festival                | Special Jury Prize for Best Ensemble | Special Jury Prize för bästa ensemble | Mira Barkhammar, Mira Grosin, Liv LeMoyne | Vann      | [ 108 ] |
| 2014 | Göteborg Film Festival                | Lorens Award                         | Lorenspriset                          | Lars Jönsson                              | Vann      | [ 115 ] |
| 2014 | Guldbaggegalan                        | Bästa mask och smink                 | Bästa mask och smink                  | Lisa Mustafa                              | Vann      | [ 116 ] |
| 2014 | Guldbaggegalan                        | Bästa scenografi                     | Bästa scenografi                      | Paola Holmér, Linda Janson                | Vann      | [ 116 ] |
| 2014 | Guldbaggegalan                        | Bästa kostym                         | Bästa kostym                          | Moa Li Lemhagen Schalin                   | Nominerad | [ 117 ] |

## Uppföljare
Moodysson har tidigare uttryckt ett intresse för att göra en uppföljare till Vi är bäst!. Uppföljaren skulle utspela sig under 2000-talet och skildra hur figurerna har utvecklats sedan barndomen. Barkhammar, Grosin och LeMoyne har alla uttryckt ett intresse för att återspela sina roller.

### Engelska originalcitat
1. ↑  "[...] the kids are still kids, and can’t help but behave like kids sometimes, no matter what ideals they hold."
2. ↑  "[...] academic parents, the same middle-class intellectual environment [...]"
3. ↑  "[...] how fragile life is, and how human relationships are really complicated."
4. ↑  "[...] show that there are always many ways to continue—even when you’re feeling ugly, or you are forgotten by your parents."
5. ↑  "In We are the Best! Bobo, Klara, and Hedvig rebel partially against what can be construed as misguided effects of 70s second wave feminism (absent fathers; deceived and lonely mothers). They take a stand against their family structures and domestic contexts but, by virtue of the very close approximation between state and family in Folkhemmet, they actually also rebel against the very assumptions of the Swedish welfare state. This at first may not be self-evident."
6. ↑  "They have a lot of strong ideas [...] a lot of things they are against instinctively."
7. ↑  "The book is called Never Goodnight, so there was a theme of not really wanting to say good night, and not really wanting to sleep, and not really wanting to die. So there was a poetic thing, and the book ends [...] in a dream. So I made it sort of a condensed, more jumpy version of it.."
8. ↑  "[...] really happy for him, because I had a good time when I was working on the book, and I knew the characters and the world they were in would give him lots of energy [...]"
9. ↑  "[...] it’s important to have my freedom and her freedom. If she was sitting next to me the whole time I wouldn’t be able to direct things."
10. ↑  "The teenager Bobo feels like an outsider because her gamine features don't conform to conventional standards of femininity. Aggressive punk music becomes an outlet that allows Bobo to channel her negative energy. Rather than wallow in self-loathing because she doesn't fit in, Bobo adopts a punk sensibility that advocates non-conformity."
11. ↑  "It's not only a question of attraction, but a question of identification... I always felt that the traditional masculinity was always difficult for me, because I didn’t feel that I fit in there."
12. ↑  "I always feel like I'm an old lady inside. I like things like flowers and tea and I cannot really drive a car; my wife drives our car and if something is broken, she fixes it. So I feel there is this aristocratic lady inside me."
13. ↑  "It becomes a dialogue between the old guy and the stupid punk attitude [...] I mean stupid in a positive way. Stupid can sometimes be very liberating. There’s a lot of good things in stupidity."
14. ↑  "I just felt really scared. I felt, "Oh, I want to go home." The film is sort of like that feeling, that a lot of times when you portray things in retrospect, everything looks much more, I don’t know, sort of like a commercial. Like a cartoon or something, because what really happens is not perfect. In retrospect, punk has always been painted as fantastic. My main feeling is the way you look at everything. I was never happy with the clothes I wore, my haircut. That was something I really wanted in the film."
15. ↑  "... it means a lot to me to be able to remember the songs, still listening to the songs that I grew up with and not to forget that part of me, but at the same time be able to change and listen to new things and so on."
16. ↑  "Few punks back then actually looked as extreme as we imagine today."
17. ↑  "[...] a cherubic Sid Vicious with a homemade Mohawk [...] a precocious German graduate student [...]"
18. ↑  "[...] from an outside perspective can come in and solve things."
19. ↑  "[...] how can they sing about hanging God, because then you have to believe God exists, because otherwise you cannot hang God!"
20. ↑  "[...] how there are things in the world you cannot see, like feelings."
21. ↑  "Sweet, empathetic, and shot through with a palpable joy, We Are the Best! offers a tender tribute to the bittersweet tumult of adolescence."
22. ↑  "[...] utterly delightful evocation of early teenage life."
23. ↑  "[...] the unforced charm of this limber, infectiously chaotic movie is due in part to its looseness, not to mention the empathy and affection of Moodysson’s regard for his characters."
24. ↑  "[...] a joyous celebration of youth, friendship and rebellion, and if there’s a nagging note of regret and bitterness it never manages to undermine the overwhelmingly compassionate tone."
25. ↑  "There is hardly a shortage of movies about rock ’n’ roll, but there are few as perfect — which is to say as ragged, as silly, as touching or as true — as “We Are the Best!"
26. ↑  "[...] "We Are the Best!" captures the screw-loose joy of youth with consummate ease and grace [...] winning hearts—and even grownup minds—for a long time to come."
27. ↑  "Bursting with the energy of adolescence, the story of three young female punkers feels practically revolutionary in its joy, a departure from the melancholy and introspection that characterize so many screen portraits of teens."
28. ↑  "We Are the Best! captures perfectly the aimlessness of adolescence, the waiting to become something that's so often intertwined with the desire to make something, to leave your mark on the world in some small way."
29. ↑  "We Are the Best! is the rare film about childhood friendship that seems to take place inside the world of children, not filtered through an adult scrim of nostalgia."
30. ↑  "[...] engaging [...] remarkable naturalism [...] feels neither disingenuous nor saccharine [...]"
31. ↑  "[...] rowdy, insightful [...] the entire landscape of adolescent friendship – staunchness, jealousy, longing, loneliness, bruised feelings, envy, and steadfastness - so knowledgably."
32. ↑  "[...] a string of uncannily vivid re-creations of the past than it is a well-crafted narrative."
33. ↑  "The film’s winsome, self-satisfied comedy will no doubt appeal more to viewers who prize juvenile hi-jinks over the cultural moment it depicts."